# Friedrich Bassler
Friedrich Bassler (Karlsruhe, 21 de junho de 1909 — Freiburg im Breisgau, 7 de setembro de 1992) foi um engenheiro alemão.
De 1961 a 1977, foi diretor do Institut für Wasserbau und Wasserwirtschaft (Departamento de Engenharia e Gestão de Água) na Universidade Técnica de Darmstadt. De 1964 a 1973, Bassler ajudou a expandir o desenvolvimento do projeto de energia hidrosolar na Depressão de Qattara. Dirigiu o “Conselho de Assessores” que foi responsável pelo planejamento e financiamento do projeto. Para o governo egípcio, ele atuou como consultor no projeto.

## Vida pessoal
Friedrich Bassler era descendente de suíços-alemães por parte de pai e sua mãe era originária de Neumark (atualmente na Polônia). Seu pai, Fritz Bassler, trabalhava em um jornal local, enquanto sua mãe exercia o papel de dona de casa.
Na Segunda Guerra Mundial, ele foi recrutado para a Wehrmacht e esteve em posto no Egito em 1941 e 1942. Durante a Campanha Norte-Africana, ele serviu como oficial da Luftwaffe sob o comando do marechal Erwin Rommel no Deserto Ocidental, próximo à Depressão de Qattara. Ele obteve um ferimento de guerra e terminou capturado pelos americanos.
Retornou a Karlsruhe em 1947, onde foi o fundador de uma empresa de engenharia e começou a trabalhar para a Schluchseewerk, em Freiburg. Durante doze anos, foi responsável pelo planejamento das atividades da empresa e supervisionou a construção de túneis e usinas de energia.Paralelamente, ele assumiu o cargo de Diretor Operacional de uma usina hidrelétrica reversível de três estágios na Floresta Negra. Durante este período em Freiburg, se casou com Janine em 1951, e tiveram dois filhos: Michael em 1952 e Sibylle em 1957.

### Carreira acadêmica
Em 1927, Bassler estudou engenharia elétrica na Instituto de Tecnologia de Karlsruhe por dois semestres, antes de trocar para engenharia civil. Após os exames de 1932, se tornou pesquisador. Ele completou com sucesso um estágio subsequente no final de 1936. Uma expedição de exploração de gestão de água o levou à Libéria .
Em 1956, obteve seu doutorado na Universidade Técnica de Berlim com sua dissertação sobre as "Considerações na escolha de um projeto de barragem". Em 1961, se tornou professor na Universidade Técnica de Darmstadt. Como titular da então nova cátedra, tornou-se diretor do Institut für Wasserbau und Wasserwirtschaft. A partir de 1964, se dedicou ao "Projeto de Depressão Qattara " no Egito. Em 1966 fundou a revista científica Darmstädter Wasserbau-Mitteilungen (abreviadamente Wasserbau-Mitteilungen). Além disso, foi membro do comitê de planejamento por seis anos e presidente de 1967 a 1971.
Além de suas atividades na universidade e de suas inúmeras publicações e consultorias, Bassler assumiu vários cargos em institutos de pesquisa e industriais, como na Deutsche Forschungsgemeinschaft, por exemplo. Convites para palestras o levaram a Berlim, Chenai, Alexandria e Cairo. Além disso, também trabalhou no desenvolvimento de modelos regionais e gestão hídrica de países ricos e pobres em água, como Peru, Argentina, Equador, Índia, Arábia Saudita e Egito. Para a OCDE e as Comunidades Europeias, ele conduziu estudos sobre as reservas e necessidades futuras de água.
Em 1977, se aposentou da profissão de professor emérito, mas continuou trabalhando como consultor.

## Projeto da Depressão Qattara
Esse projeto previa transportar água do Mar Mediterrâneo próxima de El Alamein para a Depressão de Qattara para gerar energia hidroelétrica. A usina deveria produzir mais do que a Represa Alta de Assuã. Bassler liderou a partir de 1964 o "Conselho de Consultores" internacional que se responsabilizou pelas atividades de planejamento e financiamento do projeto. Ele também aconselhou o governo egípcio sobre o assunto a partir de 1975. Ele foi escolhido para fazer um estudo preliminar de viabilidade pelo Ministério Federal Alemão da Economia em Bonn.
Bassler foi a força motriz por trás do Projeto Qattara por quase dez anos. Em meados da década de 1970, uma equipe de oito cientistas e técnicos trabalhava no planeamento da primeira usina hidro-solar de depressão do mundo. O primeiro "estudo Bassler" (1973) proveu a base para o governo egípcio encomendar um estudo próprio. Em 1975, foi decidido que Bassler e um grupo de empresas conhecido como "Joint Venture Qattara" deveriam conduzir um estudo de viabilidade do projeto.
O conceito por trás do projeto era: A água do Mediterrâneo deveria ser canalizada e direcionada à Depressão de Qattara, que fica abaixo do nível do mar. Essa água cairia na depressão através de comportas para geração de eletricidade. A água evaporaria rapidamente devido ao clima muito quente e seco e isso permitiria que mais água entrasse na depressão, o que criaria uma fonte contínua de eletricidade.
Um canal de 60 metros de profundidade ligaria o Mediterrâneo à borda das depressões deste estreito istmo. Esse canal forneceria água para a depressão e serviria como uma rota fluvial para o lago Qattara, tendo um porto e áreas de pesca em seu decorrer. A depressão deveria ser preenchida até uma altura de 60 metros abaixo do nível do mar, o que levaria cerca de 10 anos para ser concluído. Depois disso, o fluxo de entrada se estabilizaria com a evaporação e o nível do lago pararia de mudar.
A primeira fase do projeto, chamada Estação Qattara 1, deveria gerar 670 Megawatts. A segunda fase deveria gerar mais 1.200 Megawatts. Uma usina hidrelétrica reversível aumentaria a capacidade de produção no pico para mais 4.000 Megawatts, em um total aproximado de 6.800 Megawatts.
O grande problema do projeto em um todo foi o abastecimento de água para a depressão. Os cálculos mostraram que cavar um canal ou túnel teria um valor elevado. Bassler decidiu então usar explosões nucleares pacíficas para escavar o canal. Um total de 213 furos teriam, cada um, uma carga explosiva nuclear de 1,5 Megatons. Cada bomba teria um potencial explosivo cinquenta vezes maior que o da bomba atômica de Hiroshima.
Os planos de evacuação citavam ao menos 25.000 evacuados. Outros problemas surgiram com o Rift do Mar Vermelho, tectonicamente instável, localizado a apenas 450 quilômetros do local da explosão, onde as ondas de choque das explosões não teriam restado sem resultado. Além disso, a salinização ou a contaminação total das águas no subsolo foram incluídas entre os problemas devido à água salgada do mar de Qattara. Esses aquíferos são vitais para os oásis de Bahariya e Siwa.
Outro perigo era o aumento da erosão costeira, porque as correntes marítimas podiam mudar de tal forma que mesmo as costas muito remotas poderiam começar a sofrer erosão. Também seria necessária uma operação massiva de desminagem para remover milhões de minas e munições não detondas remanescentes da Segunda Guerra Mundial .
Tudo isto convenceu as partes interessadas a desistirem do projeto, principalmente porque a ideia do canal atômico escavado teve de ser abandonada por razões ecológicas.
Atualmente, os cientistas ainda exploram a viabilidade do projeto, como um fator-chave para resolver as tensões econômicas, populacionais e ecológicas na área. Entretanto, o interesse no projeto diminuiu, e desde 2011 não foi realizado.

## Publicações
- Die Energiequellen Fluss- und Meerwasser. Institut für Wasserbau und Wasserwirtschaft der Technischen Hochschule Darmstadt, 1977
- „Wasserbaumitteilungen der TH Darmstadt“ 1966–1979